# Perissocytheridea bicelliforma
Perissocytheridea bicelliforma är en kräftdjursart som beskrevs av Joseph Swain 1955. Perissocytheridea bicelliforma ingår i släktet Perissocytheridea och familjen Cytheridae. Inga underarter finns listade i Catalogue of Life.